# Tetragonisca buchwaldi
Tetragonisca buchwaldi är en biart som först beskrevs av Heinrich Friese 1925.  Tetragonisca buchwaldi ingår i släktet Tetragonisca och familjen långtungebin. Inga underarter finns listade i Catalogue of Life.